# シングル・ガール
「シングル・ガール」は、太田裕美が1979年の7月に発売したシングルである。

## 解説
- 太田のシングル曲としては、阿木燿子・宇崎竜童夫妻が初めて作詞・作曲を各担当。
- 同年末の『第30回NHK紅白歌合戦』の出場曲となった。

## 収録曲
A面
1. シングル・ガール（4分52秒）
  - 作詞:阿木燿子／作曲:宇崎竜童／編曲:大村雅朗

B面
1. 想い出達の舞踏会（5分09秒）
  - 作詞:阿木燿子／作曲:宇崎竜童／編曲:大村雅朗